# Ida Jansson
Pour les articles homonymes, voir Jansson.
Ida Jansson, née le 19 juillet 1998, est une coureuse cycliste suédoise. Active en cyclo-cross et en VTT, elle est notamment championne de Suède de cyclo-cross en 2014 et championne du monde de cross-country juniors en 2016.

## Palmarès en cyclo-cross
- 2014-2015
  -  Championne de Suède de cyclo-cross
  - Kronborg Cyclocross
- 2016-2017
  - Gothenburg Cyclecross Raceweekend
- 2017-2018
  - Stockholm Cyclo Cross
- 2018-2019
  - 2e du championnat de Suède de cyclo-cross

## Palmarès en VTT
- 2015
  - 3e du championnat d'Europe de cross-country juniors
- 2016
  -  Championne du monde de cross-country juniors

## Palmarès sur route
- 2015
  - 10e du championnat du monde sur route juniors